# Деџоу
Деџоу (德州) град је Кини у покрајини Шандунг. Према процени из 2009. у граду је живело 445.520 становника.

## Становништво
Према процени, у граду је 2009. живело 445.520 становника.
| 1990.   | 2000.   | 2009    |
| ------- | ------- | ------- |
| 186.218 | 303.902 | 445.520 |